# Марина Палмензе (Фермо)
Марина Палмензе (итал. Marina Palmense) насеље је у Италији у округу Фермо, региону Марке.
Према процени из 2011. у насељу је живело 802 становника. Насеље се налази на надморској висини од 4 м.